# Bosnisch-herzegowinische Fußballnationalmannschaft (U-17-Juniorinnen)
Die bosnisch-herzegowinische U-17-Fußballnationalmannschaft der Frauen repräsentiert Bosnien und Herzegowina im internationalen Frauenfußball. Die Nationalmannschaft untersteht dem Nogometni/Fudbalski Savez Bosne i Hercegovine und wird von Ilija Lucić trainiert.
Die Mannschaft wurde 2011 gegründet und tritt seither bei der U-17-Europameisterschaft und (theoretisch) auch bei der U-17-Weltmeisterschaft für Bosnien und Herzegowina an. Bislang ist es dem Team jedoch nie gelungen, sich für eine WM-Endrunde zu qualifizieren. Im Jahr 2022 qualifizierte sich die bosnisch-herzegowinische U-17-Auswahl als Gastgeber erstmals für eine Europameisterschaft, schied jedoch nach drei deutlichen Niederlagen in der Vorrunde ohne Punkte und mit 0:16 Toren aus. Bosnien und Herzegowina ist damit neben Litauen (2018) der einzige EM-Teilnehmer in dieser Altersklasse, dem kein eigener Treffer gelungen ist.

## Turnierbilanz

### Weltmeisterschaft
| Jahr   | Gastgeber           | Platzierung        |
| ------ | ------------------- | ------------------ |
| 2008   | Neuseeland          | nicht teilgenommen |
| 2010   | Trinidad und Tobago | nicht teilgenommen |
| 2012   | Aserbaidschan       | nicht qualifiziert |
| 2014   | Costa Rica          | nicht qualifiziert |
| 2016   | Jordanien           | nicht qualifiziert |
| 2018   | Uruguay             | nicht qualifiziert |
| 2021 1 | Indien 1            | – 1                |
| 2022   | Indien              | nicht qualifiziert |

### Europameisterschaft
| Jahr   | Gastgeber               | Platzierung            |
| ------ | ----------------------- | ---------------------- |
| 2008   | Schweiz                 | nicht teilgenommen     |
| 2009   | Schweiz                 | nicht teilgenommen     |
| 2010   | Schweiz                 | nicht teilgenommen     |
| 2011   | Schweiz                 | nicht teilgenommen     |
| 2012   | Schweiz                 | 1. Qualifikationsrunde |
| 2013   | Schweiz                 | 1. Qualifikationsrunde |
| 2014   | England                 | 1. Qualifikationsrunde |
| 2015   | Island                  | 1. Qualifikationsrunde |
| 2016   | Belarus                 | 1. Qualifikationsrunde |
| 2017   | Tschechien              | 2. Qualifikationsrunde |
| 2018   | Litauen                 | 2. Qualifikationsrunde |
| 2019   | Bulgarien               | 1. Qualifikationsrunde |
| 2020 2 | Schweden 2              | – 2                    |
| 2021 2 | Färöer 2                | – 2                    |
| 2022   | Bosnien und Herzegowina | Gruppenphase 3         |
| 2023   | Estland                 | Liga B                 |